# 3704 Gaoshiqi
3704 Gaoshiqi è un asteroide della fascia principale. Scoperto nel 1981, presenta un'orbita caratterizzata da un semiasse maggiore pari a 2,4100372 UA e da un'eccentricità di 0,0495117, inclinata di 5,88347° rispetto all'eclittica.